# 国立音楽院

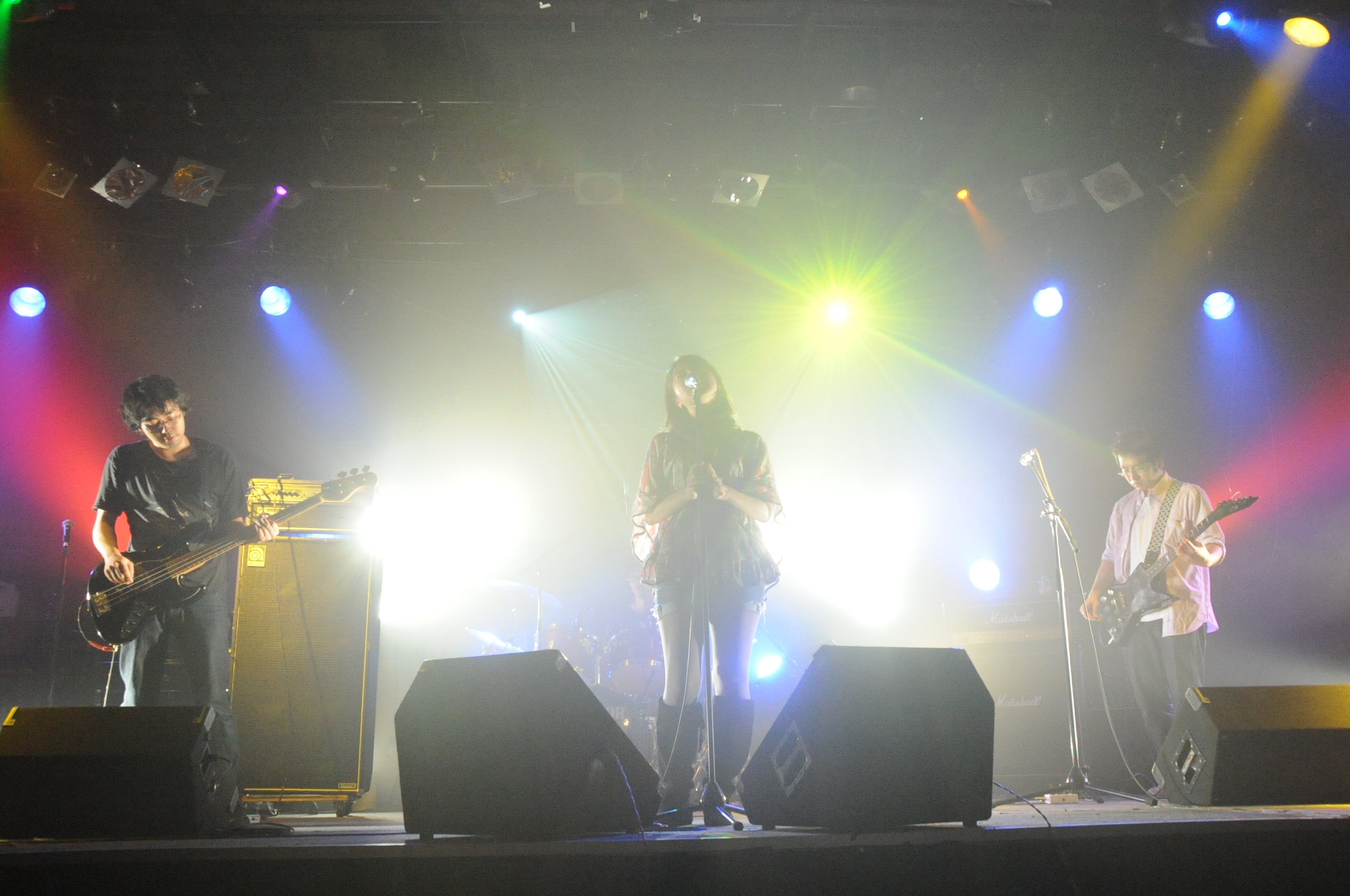
プロ仕様の本格的なライブホール。授業の他、在校生達は自主ライブができる。

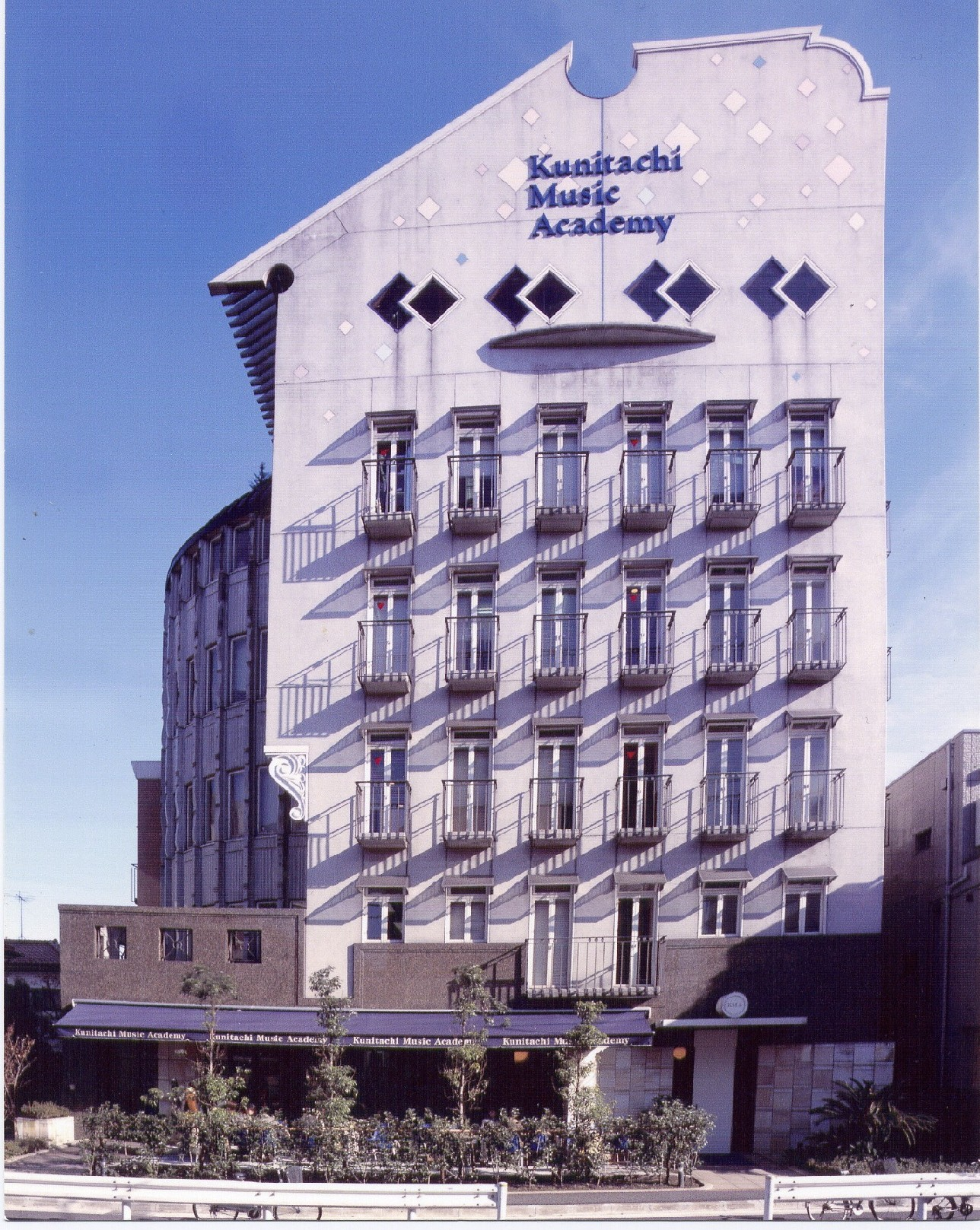
国立音楽院

国立音楽院（くにたちおんがくいん）は、株式会社国立音楽院が運営する東京都世田谷区にある音楽教育施設および高等学校通信教育サポート校である。
国立音楽院は昭和42年（1967年）に音楽教室として国立市で設立したことが名称の由来となっており、東京都立川市に本部を置く似ている名称の国立音楽大学（くにたちおんがくだいがく）や付属学校、およびその設置者である学校法人国立音楽大学とは無関係である。
「音楽はやりたいことを好きなだけ学ぶのが、自分を最高に伸ばす」という発想から、生徒がやってみたいと思う科目をいつでも自由に選び学べるシステムを導入しているとされる。

## 概要
本科の他に専門部・研究科・初等部・中等部・高等部があり、自分の都合やペースに合わせて通学できる。前期後期の2期制。
本科では原則2年間で各学科の卒業に必要な単位を取得する。卒業時に修学継続の意志がある場合は、研究科に進みさらに1年履修することができる。また、この学校には音楽未経験の生徒も多く入学試験も設けていないため2年間の在学中に十分な成長が得られない生徒や就活が上手くいかなかった生徒も多く、そういった生徒の受け皿として研究科があるという側面も持つ。
学生の年齢幅が広く、小中学校から大学卒業生、社会人や専業主婦などの生徒も多い。他学校に通ったり、企業などに勤めたりしていると通学できるペースも限られてくるため、必要単位を週末に補完する集中授業、単位満了まで履修期間を延長できる専門部、などの制度が設けられている。
高等部については不登校の学生の入学も多く、通信制高校と連携して音楽の授業のほか、学習サポート校として一般科目の授業を開講し生徒の高校卒業資格取得を支援している。中等部はフリースクールとしての位置づけで、自分のペースで通学ができ、出席状況や学習状況は中学校と情報共有をしている。また音楽療育にも力を入れている。
年末年始の5日間を除き、学生に向けて施設は常に開放されている。また、専攻学科ごとに必修科目が設けられているが、他学科の科目も自由に履修することができる。
同一授業が複数の講師により異なる時間帯に配置されていることが多く、授業科目はすべての学生が選ぶことができ、自分の都合に合わせて時間割を作ることができる。
現在校舎は東京都世田谷区の東京校と鳥取県の鳥取南部校、宮城県の宮城キャンパスがある。
鳥取南部校は東京校と同じ授業内容を一部の科目で実施しており、関西圏だけでなく関東圏からも生徒を集めるが、科目によっては東京校の授業をオンラインで受けることになったり、宣伝では受けられるはずの授業が実際には実施していないことがあるため注意が必要である。
宮城キャンパスは音楽のまちづくりを推進する町が分校を誘致し、平成29年4月に開校。
2025年現在、兵庫県を拠点とする自動車ディーラー「ジーライオングループ」の資本傘下で経営されている。

## 学科
本科および研究科で専攻できる学科は以下の通り。

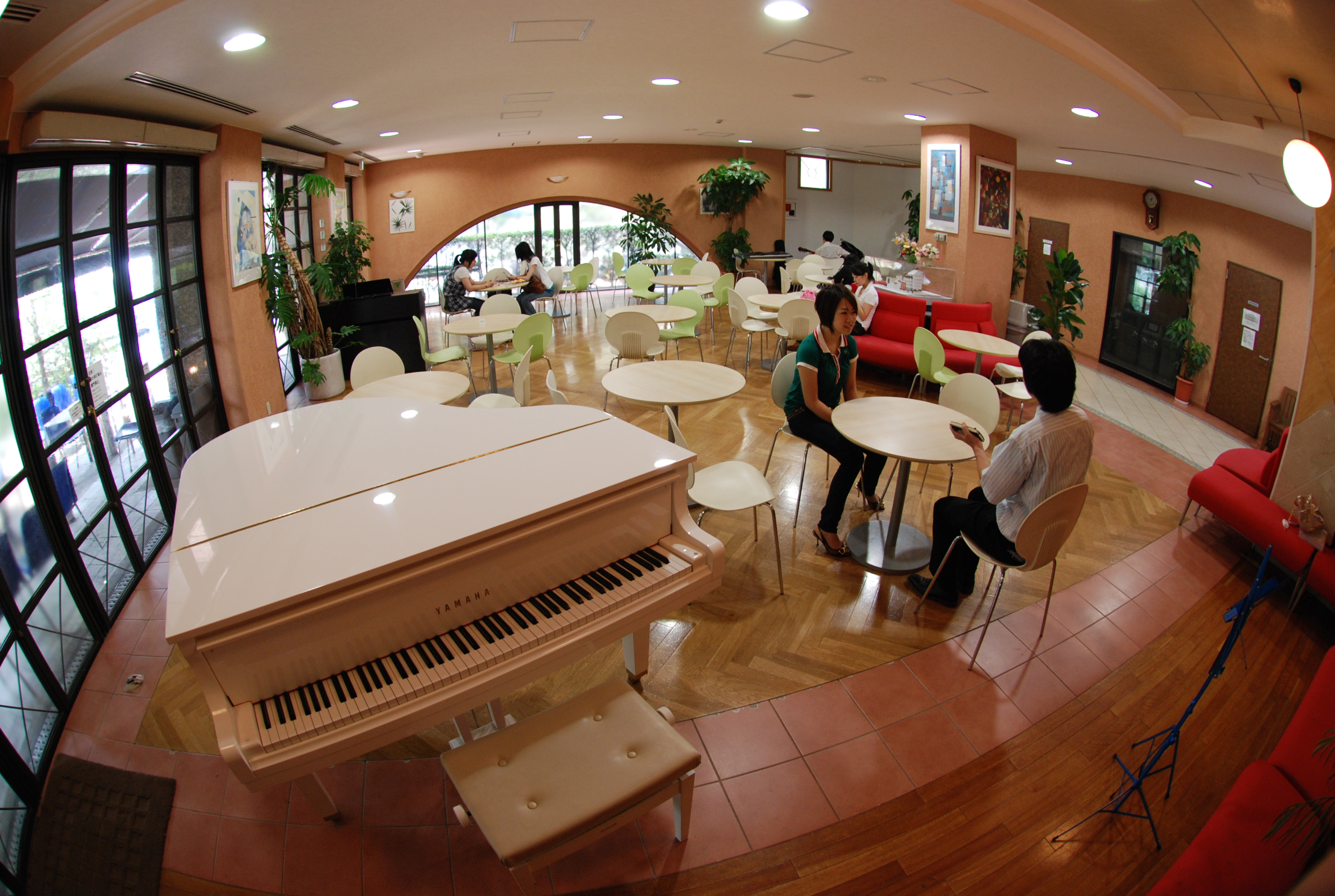
授業の空き時間に学生達が集うスペース。学生主催のライブも開催出来るスペース。

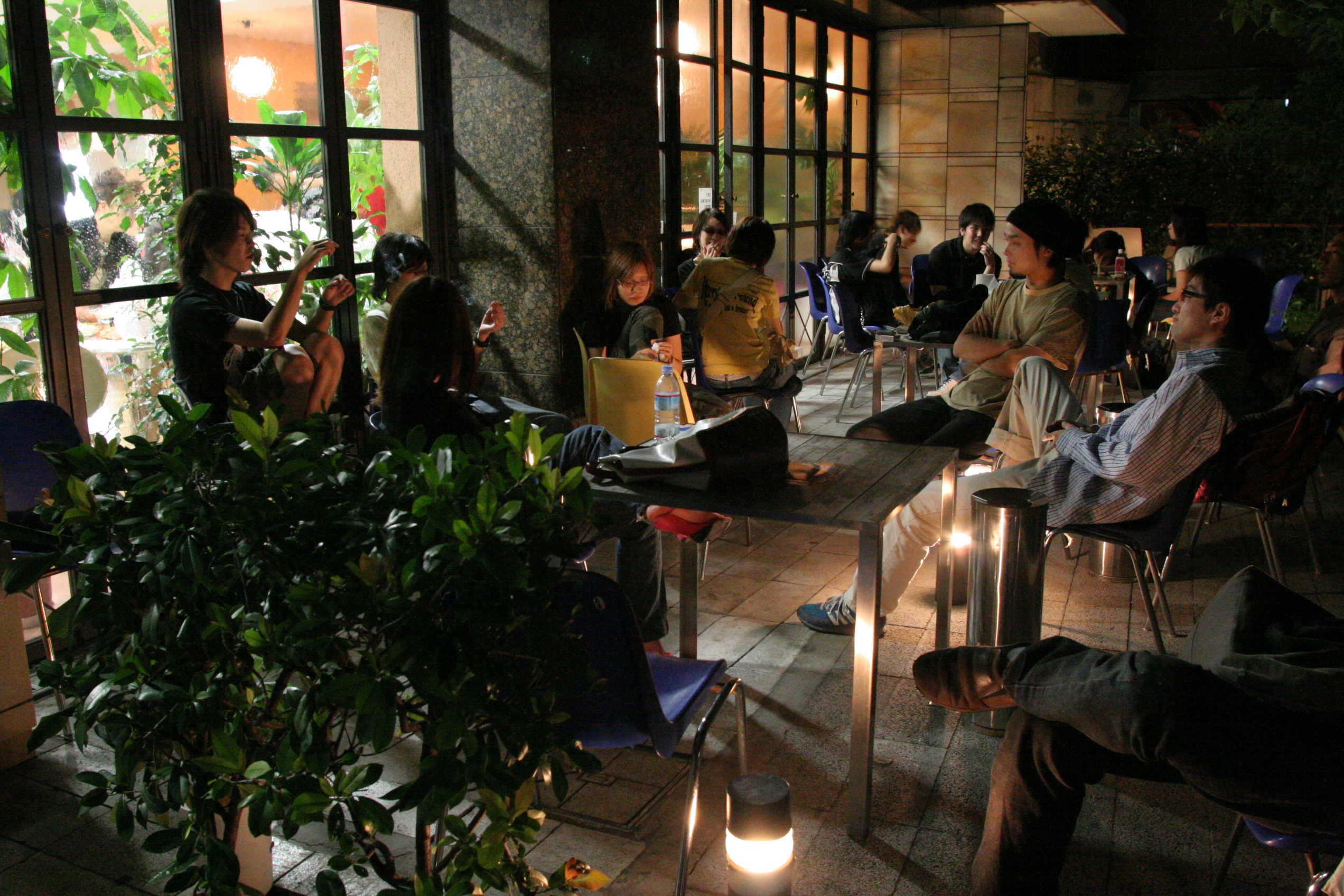
本館オープン・テラス

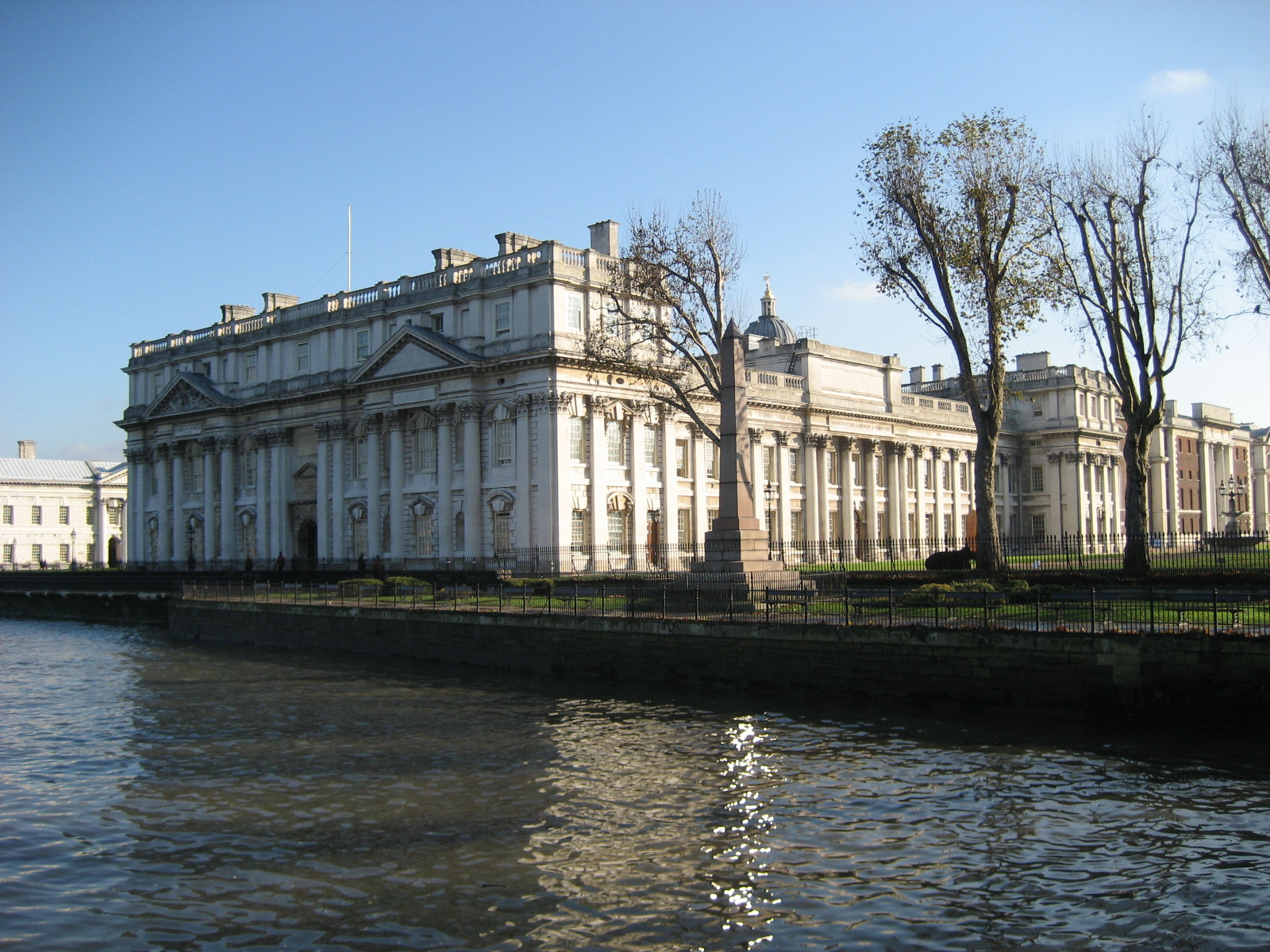
イギリスの姉妹提携校　Trinity Laban conservatoire of music and dance

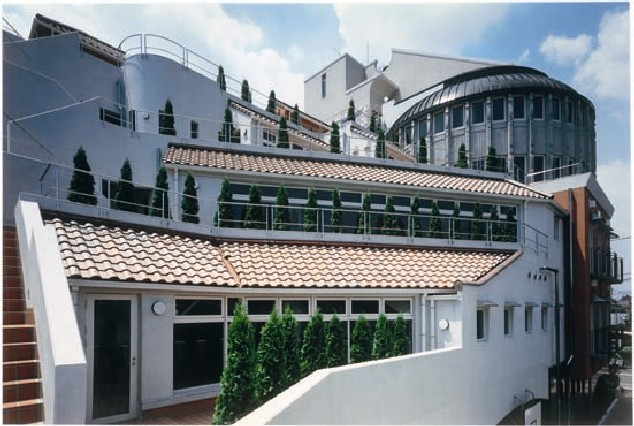
校舎各階には段々につながったテラスがある。

- リトミック本科
- ピアノ演奏科
- エレクトーン科
- アートセラピー科
- 音楽療法学科
- ピアノ調律科
- ヴァイオリン製作科
- ギタークラフト・リペア科
- ドラムカスタマイザー科
- 管楽器リペア科
- 作曲アレンジ科
- 音響デザイン科
- シンガーソングライター科
- プロミュージシャン科
- ウインドオーケストラ科
- オペラ・声楽科
- コンピュータミュージック科
- 弦演奏科
- 和楽科
- アニソン声優科（平成29年新設）
- ミュージカルバレエ部
- 初等部
- 中・高等部
- 専門部（1年制）

## 沿革
- 昭和42年（1967年）3月：東京都国立市で設立（音楽教室）
- 昭和60年（1985年）4月：渋谷桜丘校舎開校、5学科開設
- 平成6年3月（1994年）：渋谷鶯谷校舎に移転、11学科開講（現在、代官山音楽院校舎）
- 平成7年4月（1995年）：17学科開講、生徒数400名を超える
- 平成11年8月（1999年）：イギリスのトリニティ・カレッジ・オブ・ミュージック（Trinity College of Music）と提携開始
- 平成15年2月（2003年）：世田谷に校舎移転
- 平成18年12月（2006年）：KMA楽器リペア製作工房開設
- 平成21年1月（2009年）：高等部開設
- 平成25年4月（2013年）：鳥取南部校開校
- 平成29年4月（2017年）：アニソン声優科新設、宮城キャンパス開校
- 平成30年4月（2018年）：オペラ・声楽科、コンピュータミュージック科を新設
- 平成31年4月（2019年）：初等部を新設

## 備考
校舎の建屋はフォーライフ・レコードの旧本社ビル・スタジオであり、2003年に購入したものである。